# Франсіско Габріель Герреро
Франсіско Габріель Герреро (ісп. Francisco Gabriel Guerrero, нар. 23 серпня 1977, Буенос-Айрес) — аргентинський футболіст, що грав на позиції нападника.

## Клубна кар'єра
У дорослому футболі дебютував 1994 року виступами за команду клубу «Індепендьєнте» (Авельянеда), в якій провів сім сезонів, взявши участь у 107 матчах чемпіонату.
Згодом з 2001 по 2005 рік грав у складі швейцарського «Цюриха», ставши володарем Кубка Швейцарії у 2005 році. До цього він грав 6 місяців на правах оренди за «Базель», ставши чемпіоном Швейцарії в сезоні 2003/04.
2005 року Франсіско повернувся на батьківщину, де грав за «Естудьянтес» та «Уракан», після чого у 2007–2009 роках знову грав у Швейцарії, виступаючи за клуби «Янг Феллоуз Ювентус» та «Аарау».
Завершив професійну ігрову кар'єру у кіпрському клубі АПЕП, за який виступав протягом 2009—2011 років.

## Виступи за збірну
1995 року залучався до складу молодіжної збірної Аргентини, разом з якою брав участь у молодіжному чемпіонаті світу 1995 року в Катарі і здобув золоті нагороди, забивши на турнірі два голи, в тому числі один у фіналі проти Бразилії (2:0).

## Досягнення
- Чемпіон Швейцарії (1): 2003/04
- Володар Кубка Швейцарії (1): 2004/05
- Чемпіон світу (U-20): 1995